# Monfero (parroquia)
Monfero (llamada oficialmente San Fiz de Monfero) es una parroquia del municipio de Monfero, en la provincia de La Coruña, Galicia, España.

## Entidades de población
Entidades de población que forman parte de la parroquia (entre paréntesis los nombres oficiales y en gallego si difieren del español):
- Abeal (O Aveal)
- O Abeledo
- Acea (As Aceas)
- Agudeiro
- Aguillón
- A Aira Vella
- Bouzamayor (A Bouza Maior)
- Bullon (O Bullón)
- Capelo (O Capelo)
- Carballeira (A Carballeira)
- O Carballo
- A Casa de Fonseca
- A Casa do Gallego
- Casalbito. En el noménclator aparece segmentado en Casalbito de Baixo y Casalbito de Riba.
- Casaldosalgueiro (O Casal do Salgueiro)
- Castiñeiro (O Castiñeiro)
- Coira
- Cotillon (O Cotillón)
- Dialcabo
- Eirabella (A Aira Vella)
- Eiras (As Eiras)
- Embeande (Enveande)
- Fonte (A Fonte)
- Fornos (Os Fornos)
- Fraemelle
- Galteiros
- Gotes (Os Gotes)
- Graña (A Graña)
- Graña de la Acea (A Graña da Acea)
- Guilfonso
- Guitiriz
- Jestal (O Xestal)
- La Iglesia (A Igrexa)
- Lameiro (O Lameiro)
- Lamelas (As Lamelas)
- Louseira (A Louseira)
- Mallo (O Malló)
- Mariñadona (A Mariñadona)
- Montelongo
- Muiñobello (O Muíño Vello)
- Nebras
- O Mascoto
- Pazos
- Picheira (A Picheira)
- Piladaleña (A Pila da Leña)
- Pumariño (O Pumariño)
- Rebordelo
- Regodeijo (O Rego do Eixo)
- Rigueiro (O Regueiro)
- San Andrés (Santo André da Ribeira)
- San Julián de Arca (San Xiá de Arca)
- Sanguiñedo
- Seijas (As Seixas)
- Seijo (O Seixo)
- Tineo
- Torno (O Torno)
- Traviesas (As Travesas)
- Valcobo (O Valcovo)
- Villaboy (Vilaboi)
- Villagestoso (Vilarxestoso)
- Villarboy (Vilarboi)
- Visura (A Visura)

## Despoblados
- Armadadocando (A Armada do Cando)
- Barral (O Barral)
- Castiñeira (A Castiñeira)
- Convento (O Convento)
- Peteiro (O Peteiro)
- Ribeira (A Ribeira)
- Taboada

## Demografía
| Gráfica de evolución demográfica de Monfero entre 2000 y 2018 |
|                                                               |
| Población de derecho según el padrón municipal del INE        |